# Sport Club Rio Grande
Maillots
Le Sport Club Rio Grande est un club de football brésilien. Fondé en 1900, le Rio Grande est le plus ancien club brésilien actif. Il joue en seconde division du championnat du Rio Grande do Sul de football, une compétition de football qui réunit les clubs de l'État du Rio Grande do Sul.

## Histoire
Le Sport Club Rio Grande est fondé le 19 juillet 1900 par l'Allemand Christian Moritz Minnemann et un groupe d'amis à l'occasion de son 25e anniversaire. Le premier titre remporté par le club est la victoire dans le championnat du Rio Grande do Sul de football en 1936. Au Brésil, une journée nationale du football est célébrée tous les ans le 19 juillet en l'honneur du Sport Club Rio Grande, le plus ancien club brésilien actif.

## Stade
Le Rio Grande joue ses matchs à domicile dans l'Estádio Arthur Lawson. Le stade, d'une capacité maximum de 5 000 places, est inauguré le 31 août 1985.

## Palmarès
- Vainqueur du championnat du Rio Grande do Sul de football en 1936.
- Vainqueur de la Division 2 du championnat du Rio Grande do Sul de football en 1962.